# Mike Sojourner
Michael Sojourner, detto Mike (Filadelfia, 16 ottobre 1953), è un ex cestista statunitense, professionista nella NBA.

## Carriera
Ala forte centro di 2,05 m, ha frequentato la University of Utah, scelto al primo giro del Draft NBA 1974 ha giocato tre stagioni (1974-1977) nella NBA con gli Atlanta Hawks segnando 8,7 punti di media.
Il fratello Willie ha giocato in Italia.

## Palmarès
- MVP NIT (1974)